# 760M
760М — шестивагонный низкопольный дизель-поезд производства завода «ПЕСА-Быдгощ» (пол. «Pojazdy Szynowe PESA Bydgoszcz SA») в Польше. Поставлялся в Беларусь, где ему присвоено обозначение ДП6 (Дизель-Поезд, 6-вагонный).

## Предыдущие модели широкой колеи
В 2001 году в Польше заводом «ПЕСА-Быдгощ» было начато производство моторвагонного подвижного состава нового поколения. Первой такой машиной стала автомотриса модели 214M европейской (нормальной) колеи. Вскоре для экспорта в страны бывшего СССР (то есть страны с широкой колеёй 1520 мм) на базе этой машины были разработаны такие модели, как 610M (инспекционная версия для Украинской железной дороги (УЗ)), 620М (пассажирская версия; эксплуатируется Украинской железной дорогой, Белорусской железной дорогой (БЧ) и Литовскими железными дорогами), 611M (инспекционная версия для Российских железных дорог).
На следующем этапе появляется модель 630M, по сути являющаяся сдвоенной автомотрисой поезда 620M (каждый из двух вагонов имел только одну кабину, а вместо второй устанавливался межвагонный переход).
В 2013 году Белорусская железная дорога (БЧ) заказала компании PESA производство и поставку новых трёхвагонных дизель-поездов. За основу конструкции для нового типа были взяты двухвагонные дизель-поезда 630M последнего выпуска (номера с 004 по 006 включительно), которые начали создаваться в конце 2012 года по заказу Литовских железных дорог, а первый из них был построен весной 2013 года. Поезда для БЧ, получившие по стандартам производителя серию 730M, а в эксплуатации обозначение ДП3, разработаны в соответствии с европейскими стандартами безопасности по технической спецификации TSI, и их отличительной особенностью в сравнении с предшественниками, включая поезда 630M более раннего выпуска, была обновлённая наклонная форма кабины машиниста с ударопоглощающими элементами (крэш-системой) в нижней части для защиты поезда и пассажиров от удара на случай столкновения с препятствием. Новые трёхвагонные низкопольные дизель-поезда 730M и одновагонные автомотрисы 611M для РЖД также разрабатывались в соответствии с европейскими стандартами безопасности TSI и оснащались кабиной несколько видоизменённой формы, оборудованной выступающими буферами и также оснащённой крэш-системой доработанной конструкции.
Поезда серии 730M поставлялись также в Литву. Эти поезда, в отличие от белорусских ДП3, имели некоторые конструктивные изменения и другую (серо-красную) окраску, цветовое оформление салона в тёмных серых тонах и места 1 класса. Эти поезда получили обозначение 730ML (L — Литва) и имели собственную отдельную от Белорусских поездов нумерацию.

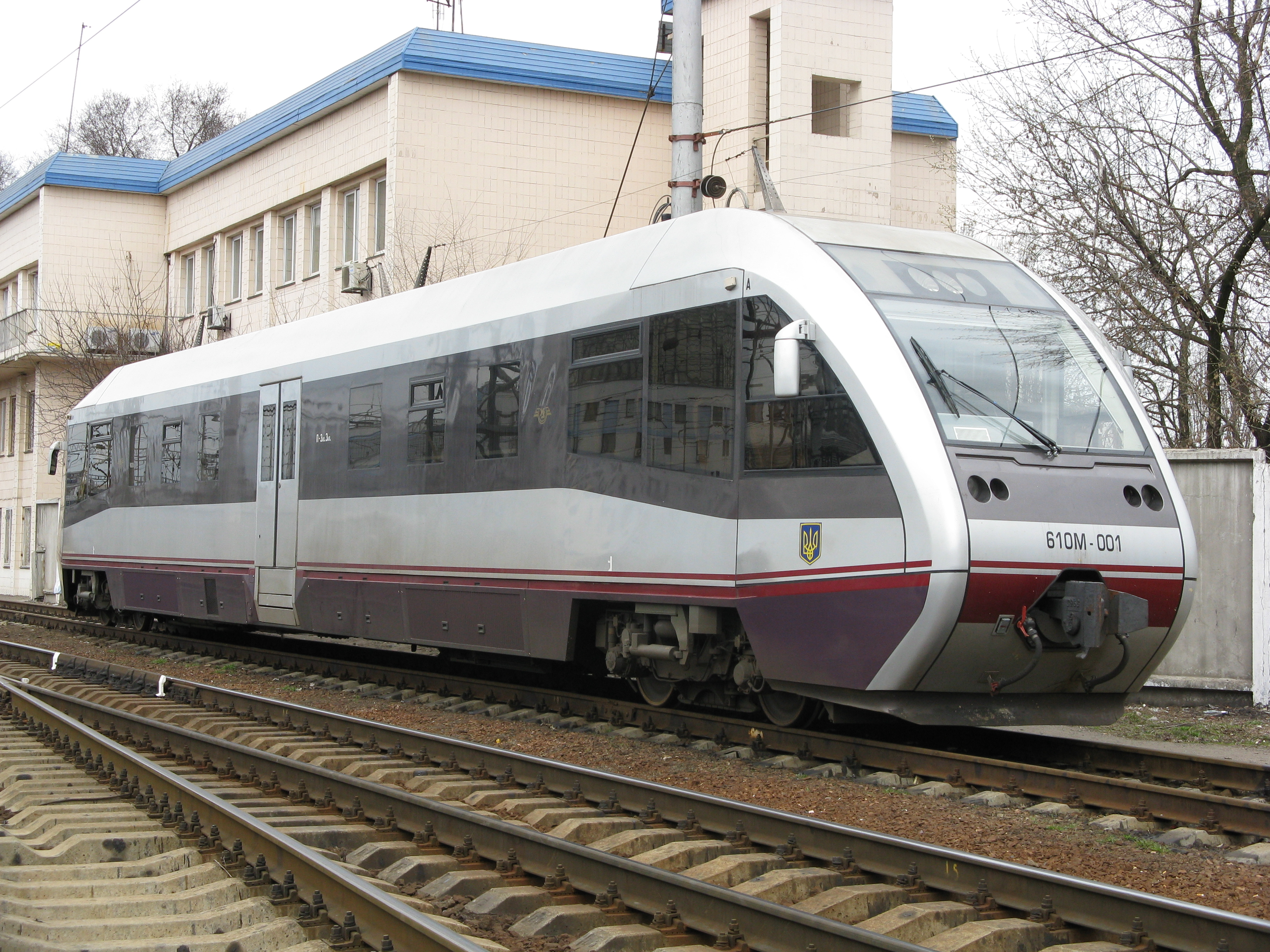
610M-001
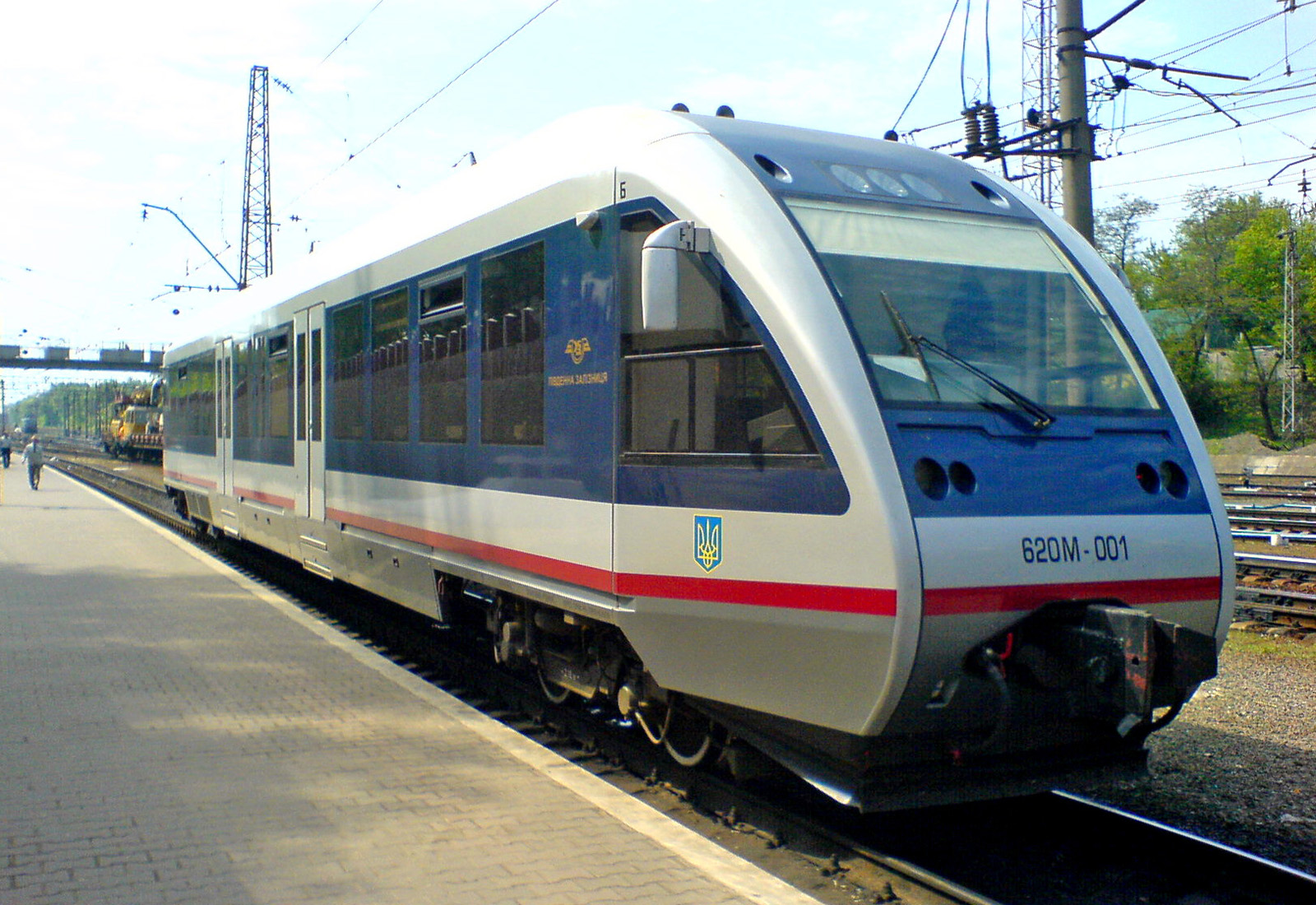
620M-001
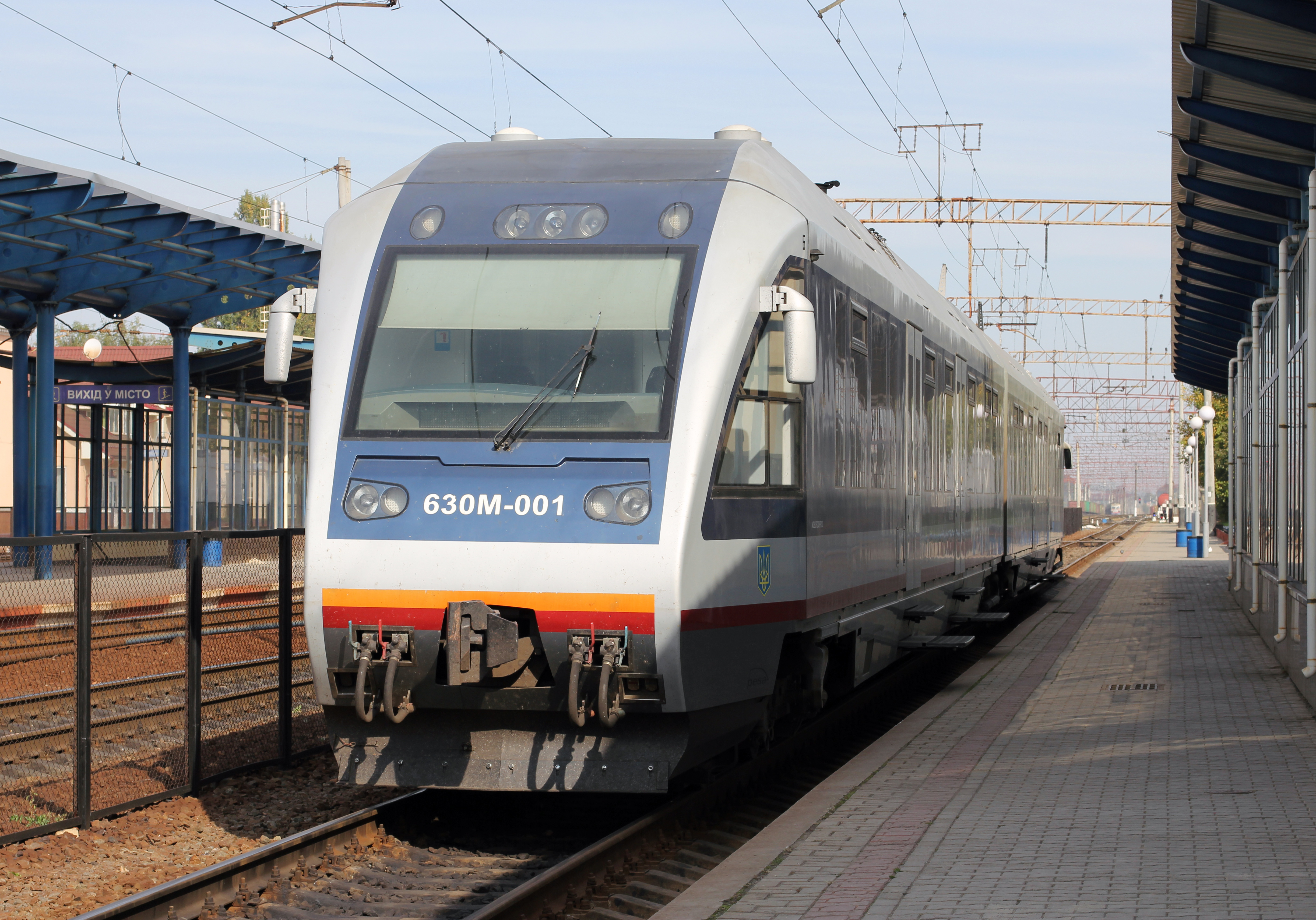
630M-001
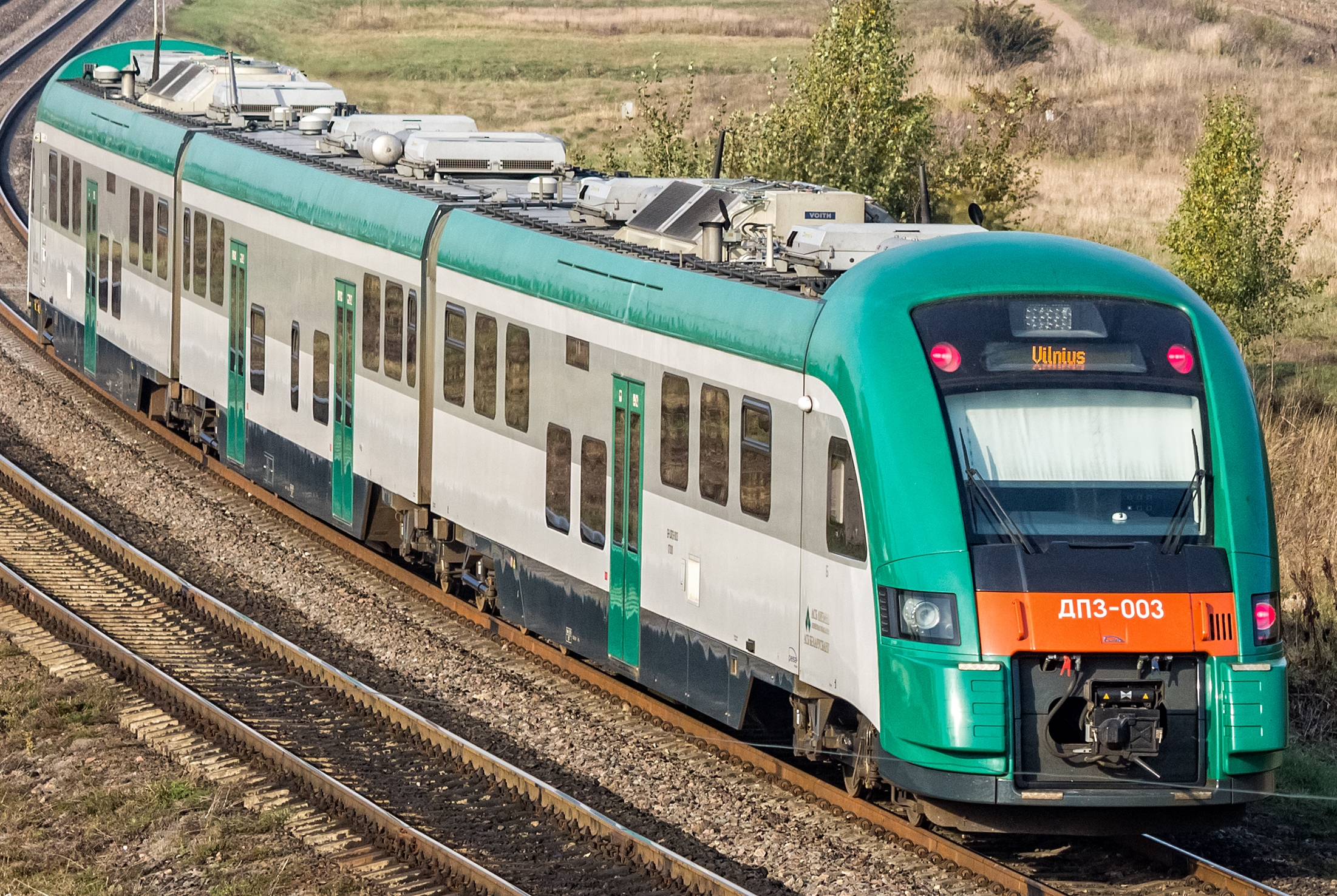
730M-001 (ДП3-003)

## Основные данные
Дизель-поезд ДП6, заказанный Белорусской железной дорогой, представляет собой шестивагонный вариант поставляемого ранее дизель-поезда 730М и предназначен для эксплуатации на железных дорогах широкой колеи (1520 мм). В рамках Государственной программы развития транспортного комплекса Республики Беларусь на 2016-2020 годы БЧ заказала шесть таких поездов, первый из которых прибыл на дорогу 5 июля 2019 года. Закупку подвижного состава финансирует государство (осуществляется при финансовой поддержке ООО «АСБ Лизинг» — универсальной лизинговой компании крупнейшего в Беларуси банковского холдинга ОАО «АСБ Беларусбанк»).
В поезде есть 325 мест, включая 25 мест 1 класса (схема 1+2), 286 мест 2 класса (схема 2+2) и 14 боковых откидных:
- в головных вагонах 1 и 6 имеется по 48 мест 2 класса и туалет, в вагоне 6 напротив туалета также есть купе проводника;
- в промежуточном прицепном вагоне 2 имеется 25 мест 1 класса и 16 мест 2 класса, а также туалет и служебное помещение напротив него;
- в промежуточном прицепном вагоне 5 имеется 46 мест 2 класса и 14 боковых откидных мест, а также 2 зоны с креплениями для инвалидных колясок и широкий туалет;
- в промежуточных моторных вагонах 3 и 4 имеется по 64 места 2 класса.

Вагоны поезда оснащены связью Wi-Fi, кондиционерами, современной пассажирской информационной системой и зарядными адаптерами для электронных устройств под сиденьями. Для пассажиров также оборудованы откидные столы в спинках сидений, есть места для инвалидов, велосипедистов и людей с детскими колясками, один большой туалет в вагоне 5 (приспособлен для пассажиров с ограниченными физическими возможностями, а также оборудован пеленальным столиком) и три небольших в вагонах 1, 2 и 6. Двери открываются при нажатии специальных кнопок (во время движения поезда в целях безопасности происходит блокировка дверей). Вагоны в середине салона имеют пониженный уровень пола, а тамбуры вагонов не имеют входных ступеней, что обеспечивает посадку и высадку пассажиров как на средние, так и на низкие платформы (на случай подъезда к низкой платформе снаружи предусмотрена дополнительная выдвижная ступень). Для удобства пассажиров в инвалидных колясках в 5 вагоне у дверей предусмотрены откидные трапы.
Габариты состава соответствуют белорусским стандартам. Все вагоны имеют по две отдельные тележки (тележки Якобса не используются).

### Технические характеристики
Основные параметры дизель-поезда:
- размеры:
  - ширина колеи — 1520 мм;
  - длина — 134 000 мм;
  - ширина кузова — 3200 мм;
  - высота — 4435 мм;
- конструкционная скорость — 140 км/ч[1][2];
- мощность по дизелям — 2400 кВт[к 2];
- служебная масса — 308 т;
- диапазон температур окружающей среды — от минус 40 °C до плюс 40 °C;
- срок службы — 40 лет.

## Эксплуатация
ДП6 предполагается эксплуатировать на маршрутах Минск — Витебск и Минск — Могилёв. БЧ хотела бы на большинстве дневных рейсов полностью отказаться от обслуживания комплектов «локомотив + вагоны», которые одновременно будут выходить для осуществления ночных рейсов. В 2019 году ДП6 уже находился на испытаниях на участке Асеевка — Колядичи. По состоянию на 2021 год в эксплуатации уже были шесть составов приписки ТЧ-1 Минск (номера от 001 до 006 включительно).